# Cantó d'Orchies

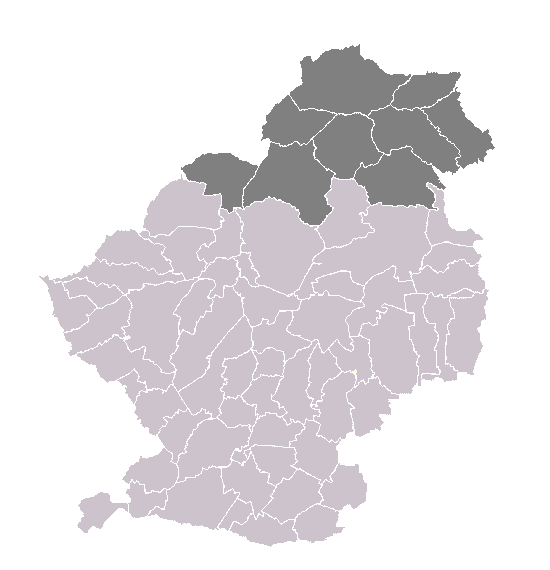
Cantó d'Orchies al districte

El cantó d'Orchies és una divisió administrativa francesa, situada al departament del Nord i la regió dels Alts de França.

## Composició
El cantó d'Orchies aplega les comunes següents :
- Aix
- Auchy-lez-Orchies
- Beuvry-la-Forêt
- Coutiches
- Faumont
- Landas
- Nomain
- Orchies
- Saméon

## Història
| Date d'elecció                        | Identitat            | Partit |
| ------------------------------------- | -------------------- | ------ |
| 1994-                                 | Jean-Luc Detavernier | UMP    |
| Les dades anteriors no són conegudes. |                      |        |
|                                       |                      |        |

## Demografia
| 1962 | 1968 | 1975 | 1982 | 1990 | 1999   | 2006   |
| ---- | ---- | ---- | ---- | ---- | ------ | ------ |
| -    |      |      |      |      | 22.502 | 24.283 |